# Kenneth Kitchen
Kenneth Kitchen   (Aberdeen, 1932 - 6 de febrer de 2025) va ser un egiptòleg escocès, professor emèrit d'egiptologia i investigador honorari a l'escola d'arqueologia, història clàssica i egiptologia de la Universitat de Liverpool. Va escriure més 250 llibres i articles en revistes especialitzades sobre aquests i altres temes des de mitjans dels anys 1950. The Times el va considerar «l'arquitecte de la cronologia egípcia».

## Publicacions
- Suppiluliuma and the Amarna Pharaohs; a study in relative chronology, Liverpool University Press, 1962;
- Ancient Orient and Old Testament . London: Tyndale Press. Chicago: InterVarsity Press, 1966;
- The Bible In Its World. Exeter: Paternoster. Downers Grove: InterVarsity Press 1978, ISBN 0-85364-211-7;
- Pharaoh Triumphant: The Life and Times of Ramesses II, King of Egypt. Monumenta Hannah Sheen Dedicata 2. Mississauga: Benben Publications, 1982;
- Documentation for Ancient Arabia. Part 1: Chronological Framework and Historical Sources. The World of Ancient Arabia 1. Liverpool: Liverpool University Press, 1994;
- The World of Ancient Arabia, Liverpool University Press I (1994), II (2000); III, IV in preparation;
- Ramesside Inscriptions, Translations Volume II, Ramesses II, Royal Inscriptions, Oxford-Blackwell, 1996, ISBN 0-631-18427-9;
- The Third Intermediate Period in Egypt (1100-650 BC), 3rd ed. Warminster: Aris & Phillips Limited, Warminster, 1996;
- Poetry of Ancient Egypt, Gothenburg, P. Åström förlag, 1999, ISBN 91-7081-150-4;
- Regnal and Genealogical data of Ancien Egypt Kenneth Anderson Kitchen, Bietak, Vienne, 2000;
- Ramesside Inscriptions, Translations Volume III, Ramesses II, His Contemporaries, Oxford-Blackwell, 2001, ISBN 0-631-18428-7;
- Ramesside Inscriptions, Translations: Merenptah and the Late Nineteenth Century, Blackwell Pub, 2003, ISBN 0-631-18429-5;
- On the Reliability of the Old Testament, Grand Rapids and Cambridge: William B. Eerdmans Publishing Company, 2003, ISBN 0-8028-4960-1.